# Beatrix
A Beatrix latin eredetű női név. Jelentése: boldogító, boldogságot hozó.

## Rokon nevek
Bea, Beáta, Beatricse, Beatrisz, Trixi

## Gyakorisága
Az újszülötteknek adott nevek körében az 1990-es években gyakori volt. A 2000-es évek elején a 75-88. leggyakrabban adott női név volt, de utána kiesett az első 100-ból. A 2010-es években sem szerepelt a 100 leggyakrabban adott női név között.
A teljes népességre vonatkozóan a Beatrix a 2000-es években a 75-79., a 2010-es években a 78-83. helyen állt a 100 leggyakrabban viselt női név között.

## Névnapok
január 18., július 29., augusztus 29., október 14.

## Híres Beatrixok
- Aragóniai Beatrix, Hunyadi Mátyás felesége
- Balogh Beatrix kézilabdázó
- Kökény Beatrix kézilabdázó
- Murányi Beatrix műfordító
- Nagy Beatrix színésznő
- Beatrice Portinari, Dante múzsája
- Beatrix Potter írónő
- Beatriz Luengo spanyol színésznő
- Tóth Beatrix olimpiai bronzérmes kézilabdázó
- Beatrix Wilhelmina Amgard van Oranje-Nassau holland királynő